# تشک بادی
تشک بادی (به انگلیسی: Air mattress) آن یک کیسهٔ قابل جمع‌شدن است که با هوا پر می‌شود و شکل تشک می‌گیرد. استفاده‌ها از این وسیله بیشتر در گردشگری، پیش‌آهنگی و سفرها برای شکار است، علاوه بر آن در استخر توسط بزرگسالان و کودکان به عنوان یک وسیلهٔ تفریحی استفاده می‌شود.

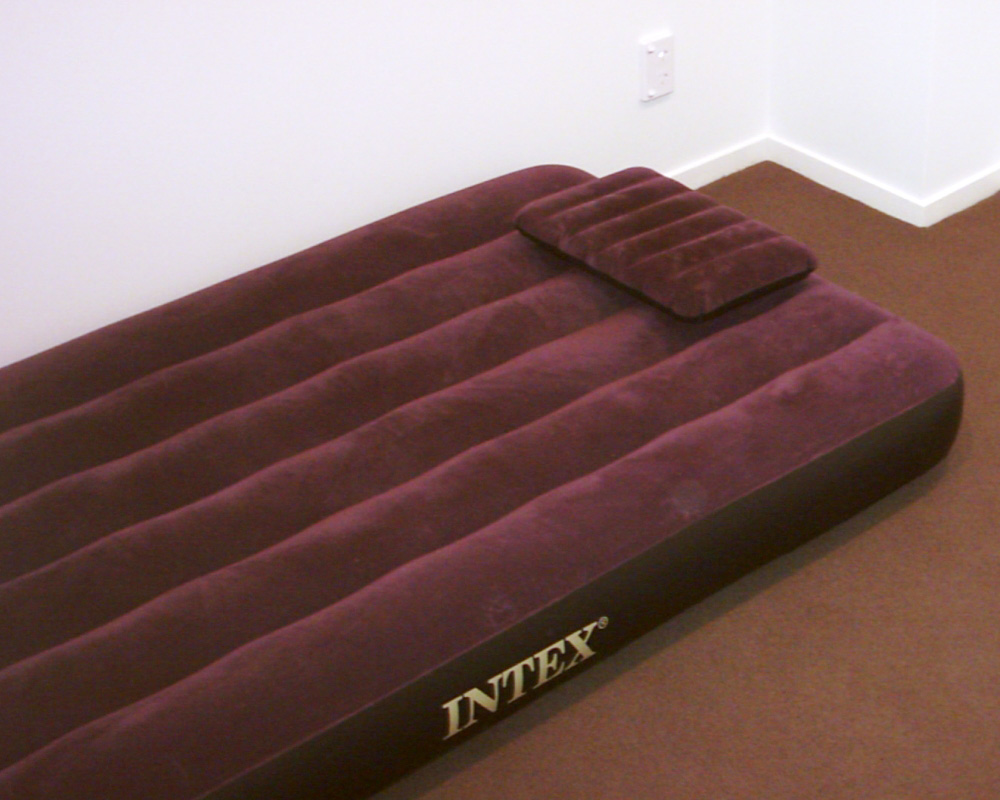
تشک بادی که برای اسکان موفت استفاده می‌شود.

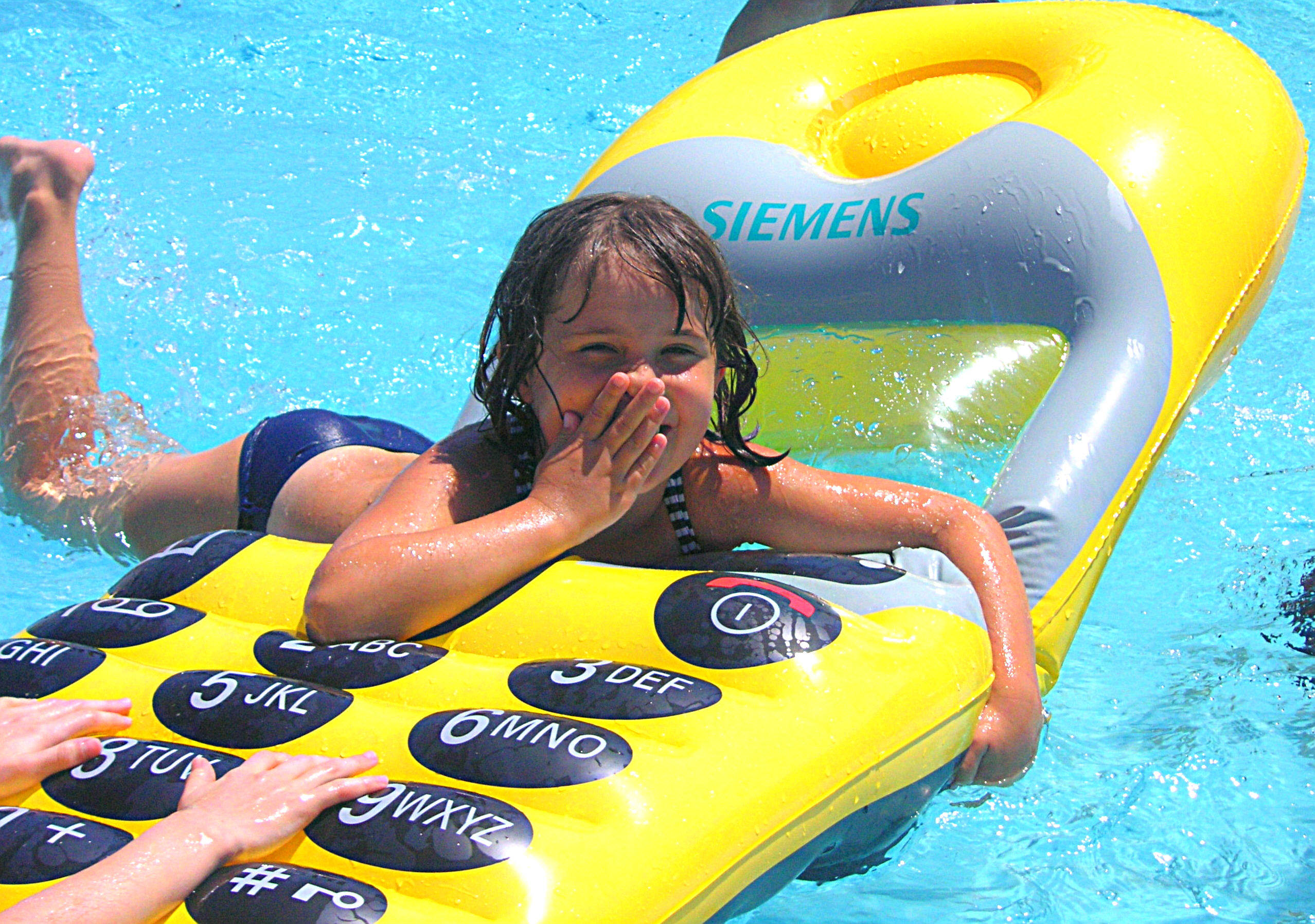
یک تشک بادی شبیه به گوشی همراه.